# 塞拉利昂地理

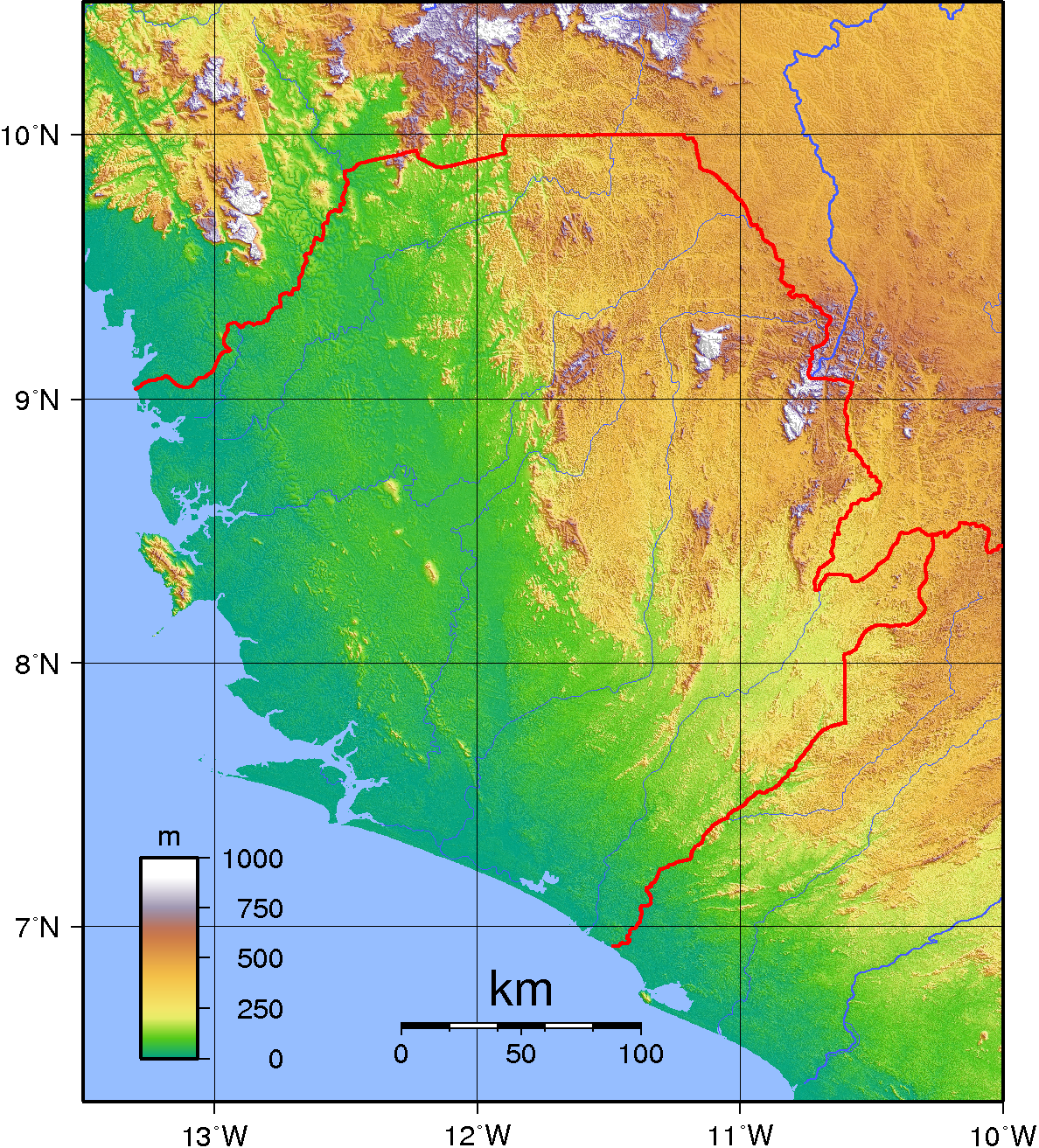
塞拉利昂地形

塞拉利昂是一個西非國家，位於非洲西海岸。塞拉利昂在北部及東北部和幾內亞接壤，南部及東南部和利比里亞接壤，西部臨大西洋。 。塞拉利昂的國土面積有71740平方公里，其中土地面積71620平方公里，水域面積120平方公里。塞拉利昂全國可分為四個地理區域。 塞拉利昂大多數地區都是熱帶氣候。